# Saint-Héand
Saint-Héand är en kommun i departementet Loire i regionen Auvergne-Rhône-Alpes i centrala Frankrike. Kommunen ligger i kantonen Saint-Héand som tillhör arrondissementet Saint-Étienne. År 2022 hade Saint-Héand 3 684 invånare.

## Befolkningsutveckling
Antalet invånare i kommunen Saint-Héand
| Referens: INSEE |